# Parafia greckokatolicka Przemienienia Pańskiego w Szprotawie
Parafia greckokatolicka pw. Przemienienia Pańskiego w Szprotawie – parafia greckokatolicka w Szprotawie. Parafia należy do eparchii wrocławsko-koszalińskiej i znajduje się na terenie dekanatu zielonogórskiego.

## Historia parafii
Parafia greckokatolicka pw. Przemienienia Pańskiego w Szprotawie funkcjonuje od 1961 r., księgi metrykalne są prowadzone od roku 1961.

## Świątynia parafialna
Cerkiew greckokatolicka znajduje się w Szprotawie przy ulicy Koszarowej.